# Fanangat
Fanangat är en ö i Mikronesiska federationen.   Den ligger i kommunen Weno-Choniro Municipality och delstaten Chuuk, i den västra delen av landet, 700 km väster om huvudstaden Palikir.